# TrES-3
TrES-3 (TrES-3b) ist ein Exoplanet, der den Gelben Zwerg GSC 03089-00929 alle 1,306 Tage umkreist. Auf Grund seiner hohen Masse wird angenommen, dass es sich um einen Gasplaneten handelt.

## Entdeckung
Das Objekt wurde von Francis O’Donovan et al. im Jahr 2007 mit Hilfe der Transitmethode entdeckt.

## Umlauf und Masse
Der Planet umkreist seinen Stern in einer Entfernung von ca. 0,0226 Astronomischen Einheiten bei einer Exzentrizität von 0 % und hat eine Masse von ca. 610,4 Erdmassen bzw. 1,92 Jupitermassen.